# Al Quds Endowment Tower
La Al Quds Endowment Tower est un gratte-ciel en construction à Doha. Les travaux ont débuté en 2009, mais ceux-ci se sont arrêtés en 2010. L'ouverture était initialement prévue pour 2020. La date de reprise des travaux n'a pas été annoncée.